# (3971) Voronikhine
(3971) Voronikhine est un astéroïde de la ceinture principale.

## Description
(3971) Voronikhine est un astéroïde de la ceinture principale. Il fut découvert le 23 décembre 1979 à Naoutchnyï par Lioudmila Jouravliova. Il présente une orbite caractérisée par un demi-grand axe de 2,85 UA, une excentricité de 0,18 et une inclinaison de 13,0° par rapport à l'écliptique.

## Compléments